# Дідам
Дідам (нід. Didam) — місто в нідерландській провінції Гелдерланд. Входить до муніципалітету Монтферланд.
До 2005 року мало статус окремого муніципалітету.

## Галерея

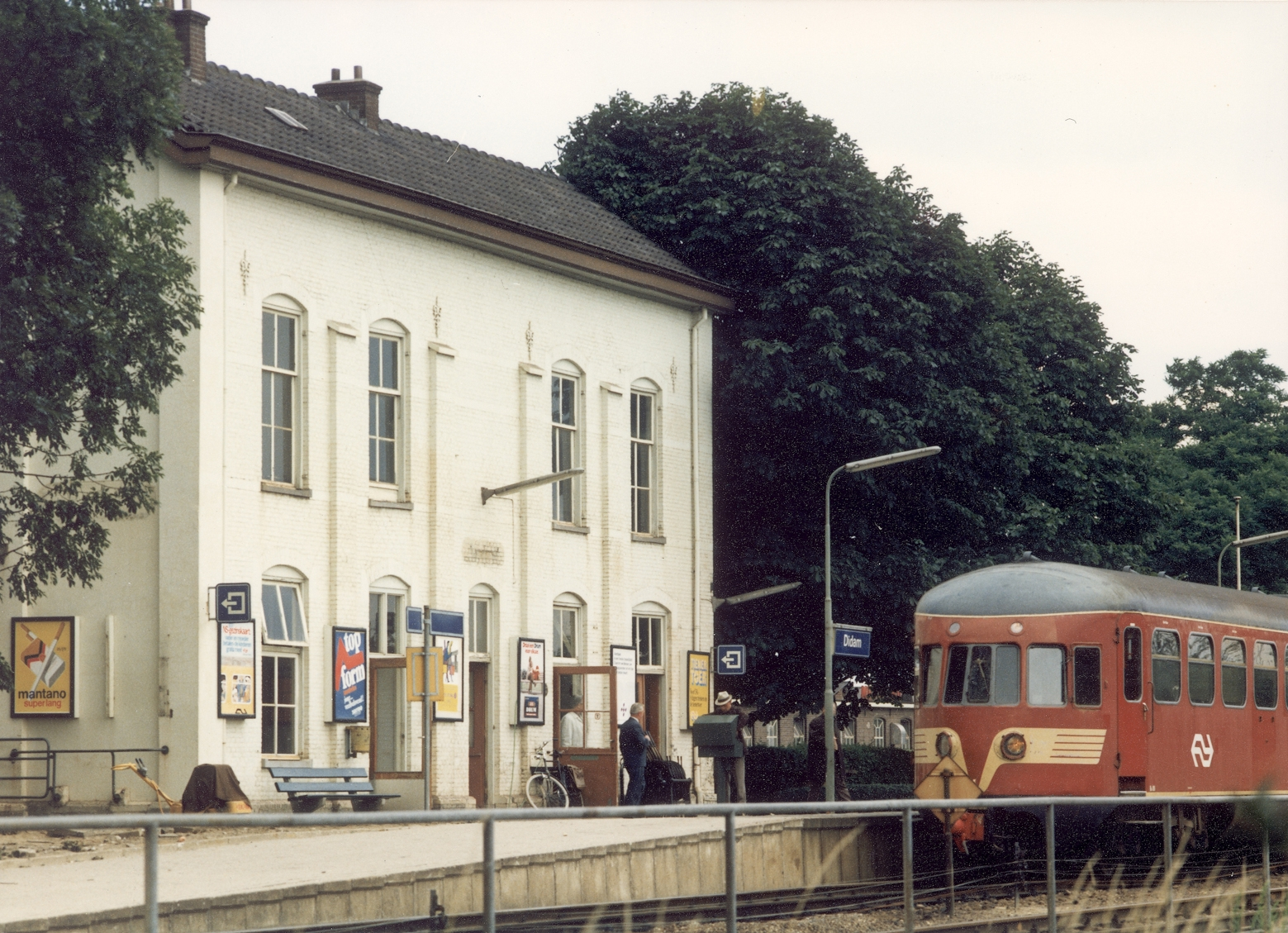
Залізнична станція Дідама, 1973
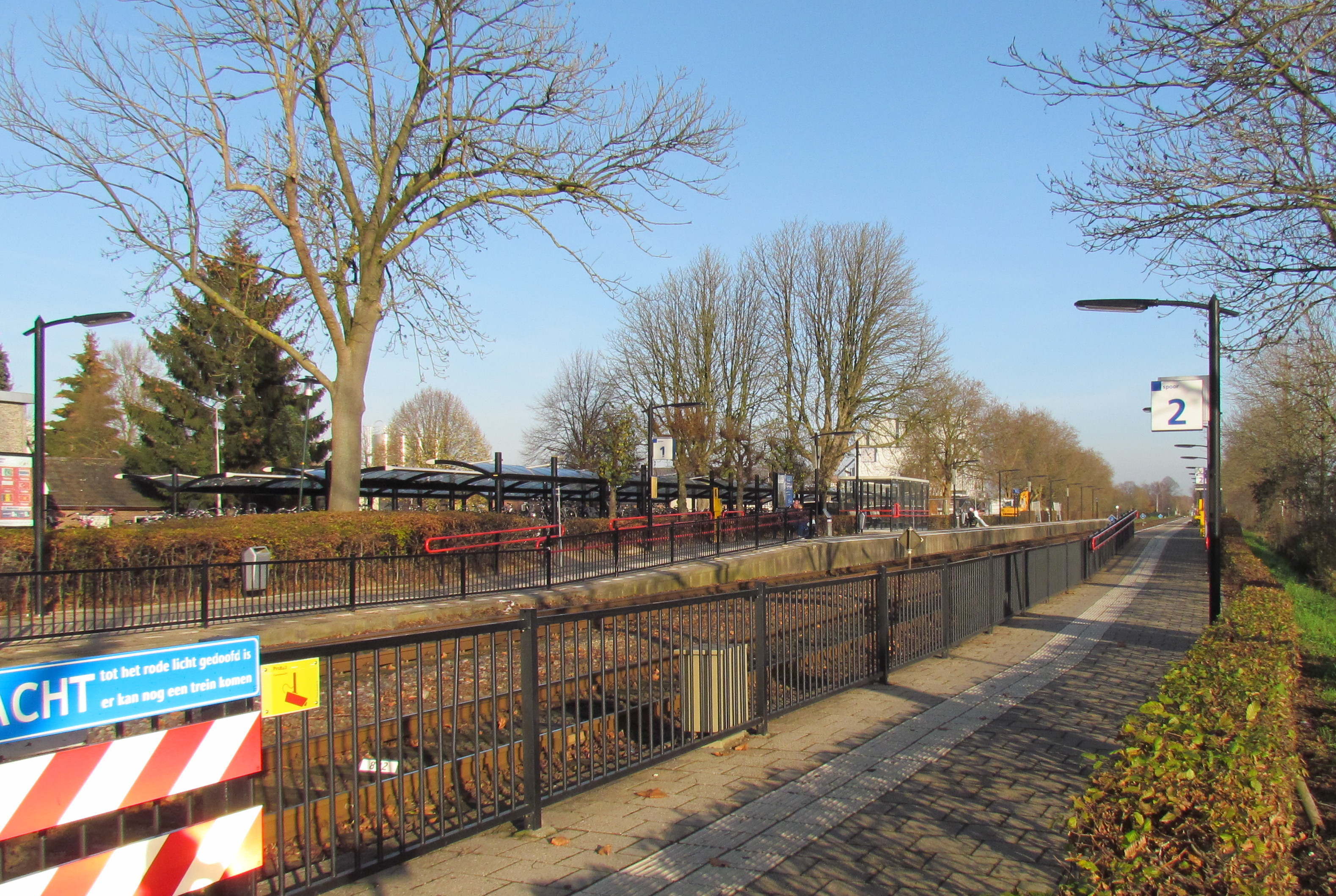
Залізнична станція Дідама, 2011
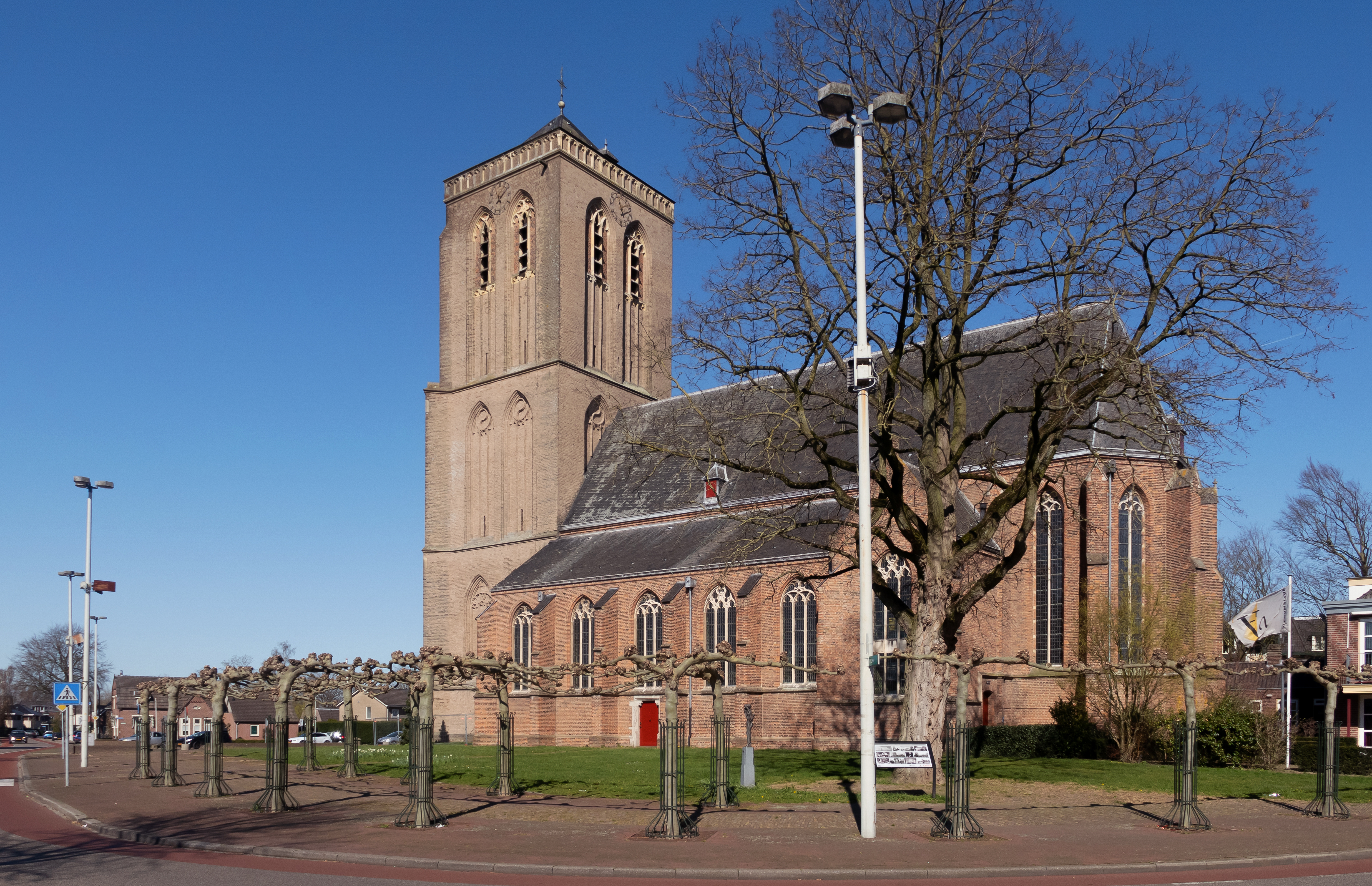
Церква св. Марії
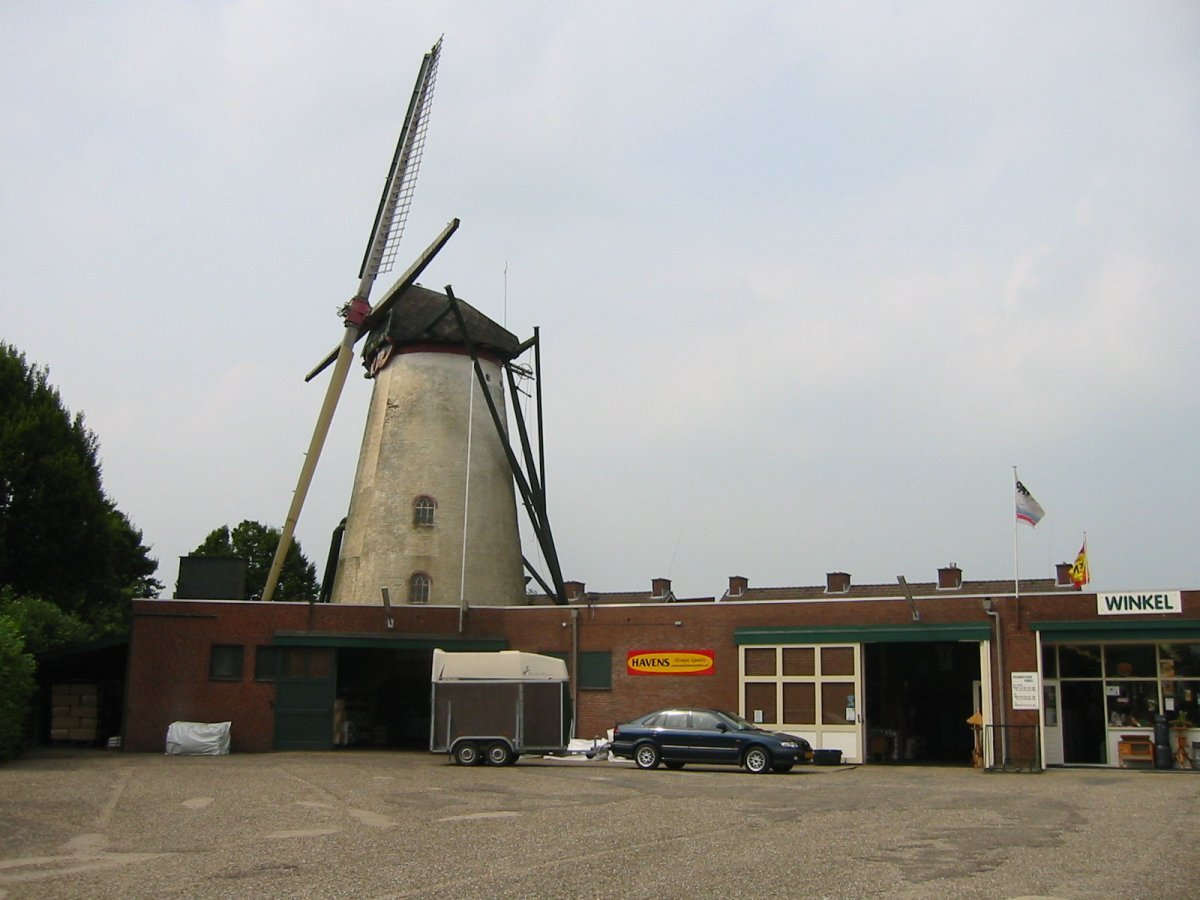
Вітряк Сінт Мартінус